# Francheville, Marne
Francheville är en kommun i departementet Marne i regionen Grand Est (tidigare regionen Champagne-Ardenne) i nordöstra Frankrike. Kommunen ligger i kantonen Marson som tillhör arrondissementet Châlons-en-Champagne. År 2022 hade Francheville 192 invånare.

## Befolkningsutveckling
Antalet invånare i kommunen Francheville
| Referens: INSEE |